# Przedsiębiorstwo ciepłownicze

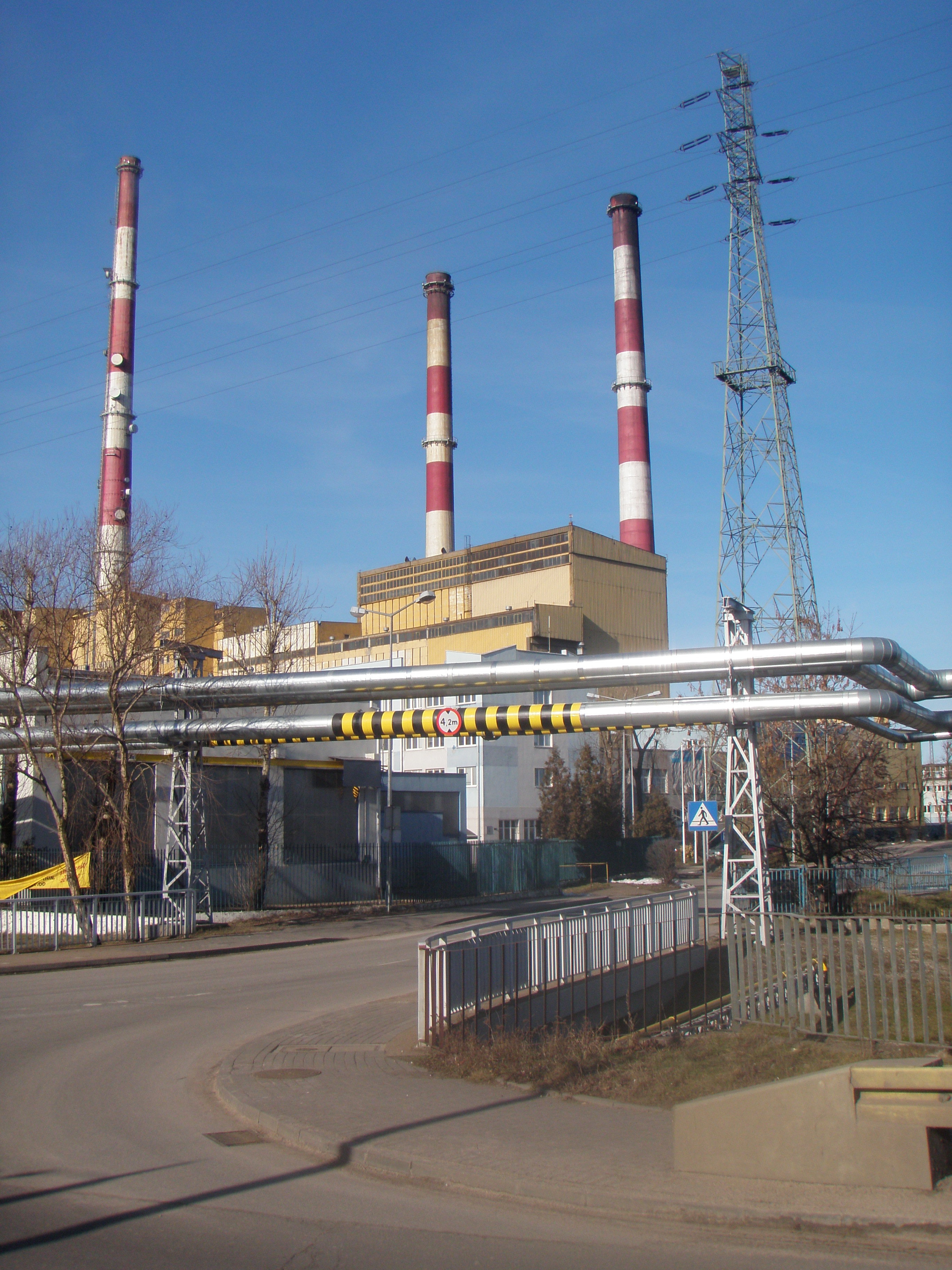
Przedsiębiorstwo ciepłownicze

Przedsiębiorstwo ciepłownicze – przedsiębiorstwo energetyczne zajmujące się wytwarzaniem ciepła w eksploatowanych przez to przedsiębiorstwo źródłach ciepła, przesyłaniem i dystrybucją oraz sprzedażą ciepła wytworzonego w tych źródłach lub zakupionego od innego przedsiębiorstwa energetycznego.